# Кейн, Эвандер
Э́вандер Кейн (англ. Evander Kane; род. 2 августа 1991, Ванкувер, Британская Колумбия, Канада) — канадский хоккеист, левый нападающий клуба НХЛ «Ванкувер Кэнакс». На [драфте НХЛ 2009 года был выбран в 1-м раунде под общим 4-м номером клубом «Атланта Трэшерз». Во время локаута в НХЛ в сезоне 2012/13 выступал за минское «Динамо» из Континентальной хоккейной лиги (КХЛ).
В январе 2021 года объявил о своём банкротстве. Общий долг хоккеиста составляет 26,8 млн долларов, а его активы всего 10,2 млн долларов.
Юниорскую карьеру Кейн провёл в Западной хоккейной лиге (WHL), выступая за команду «Ванкувер Джайентс». Будучи игроком «Джайентс», в сезоне 2006/07 стал обладателем Мемориального кубка, а также был номинирован на «Джим Пигготт Мемориал Трофи». Эвандеру принадлежит рекорд результативности по заброшенным шайбам в одном сезоне среди игроков «Джайентс» — 48 шайб в сезоне 2008/09. 20 июля 2009 года подписал трёхлетний контракт с «Атланта Трэшерз» и спустя несколько месяцев дебютировал в НХЛ. В сентябре 2012 года подписал долгосрочный контракт с «Виннипег Джетс» сроком на 6 лет. В феврале 2015 года был обменян в клуб «Баффало Сейбрз».
Кейн стал обладателем золотых медалей молодёжного чемпионата мира 2009. В составе национальной сборной Канады принимал участие в трёх чемпионатах мира: 2010, 2011 и 2012 года.

## Детство и юность
Кейн родился 2 августа 1991 года, в семье Перри и Шери Кейнов, которые назвали его в честь американского боксёра Эвандера Холифилда. Перри Кейн был боксёром-любителем и играл в хоккей в юношеской команде «Коул Харбор Кольтз» и в хоккейной команде Университета Св. Фрэнсиса Ксавиера. Мать Эвандера была профессиональной волейболисткой. Его дядя Леонард — член канадского Зала славы ball hockey. У Кейна есть две сестры, Бреа и Кайла, которые моложе его на два и четыре года, соответственно.
Кейн обучался в средней школе Джона Оливера в восточной части Ванкувера. В четырнадцатилетнем возрасте Кейн набрал 140 очков в 66 играх за «Норт Шор Уинтер Клаб». За этим последовали 22 гола и 54 очка за «Грейтер Ванкувер Канадиенс» в BCHMML (юниорской лиге Британской Колумбии), помогшие занять клубу по итогам сезона 4-е место. Кейн также играл в хоккей в ванкуверском клубе Thunderbirds, до обретения статуса юниора.

## Клубная карьера
Кейн был задрафтован клубом Западной хоккейной лиги «Ванкувер Джайентс» и дебютировал в сезоне 2006-2007 годов. Он забросил одну шайбу в восьми матчах регулярного сезона, принял участие в пяти играх плей-офф и отдал одну результативную передачу в двух матчах Мемориального кубка, выигранного «Джайентс». В первом полном сезоне Кейн набрал 41 очко в 65 играх и получил номинацию на приз новичку года. Сезон 2008-2009 годов Кейн начал с 22 игр подряд, в каждой из которых набирал хотя бы очко. В итоге в 61 игре Кейн забросил 48 шайб (второй результат) и набрал 96 очков (четвёртый).
На драфте НХЛ 2009 года «Атланта Трэшерз» выбрали Кейна в первом раунде под общим четвёртым номером. Кейн дебютировал в НХЛ 3 октября 2009 года против «Тампы» и набрал в этой игре первое очко. 6 марта Кейн в игре против «Тампы», блокируя бросок, получил перелом, из-за которого пропустил 15 игр. Сезон он закончил с 14 голами и 26 очками в 66 играх. В следующем сезоне небольшие травмы обернулись пропуском в общей сложности девяти игр, а Кейн повысил результативность до 19 голов и 43 очков. Оба сезона «Трэшерз» не выходили в плей-офф.
Перед сезоном 2011/12 годов «Трэшерз» сменили владельца и переехали в Виннипег как «Виннипег Джетс». В первом сезоне за «Джетс» несмотря на пропуск трёх недель из-за сотрясения мозга Кейн набрал 57 очков, а по окончании сезона подписал новый контракт на 6 лет стоимостью 31,5 млн долларов.
На время локаута в первой половине следующего сезона Кейн подписал контракт с минским «Динамо» и провёл 12 матчей в регулярном чемпионате КХЛ, в которых забросил единственную шайбу; клуб и игрок досрочно расторгли контракт. В укороченном сезоне НХЛ Кейн провёл все 48 игр.
По ходу сезона 2014/15 Кейн пропустил несколько игр по решению главного тренера Пола Мориса, а в феврале досрочно закончил сезон из-за операции на плече. 11 февраля было объявлено об обмене Кейна в «Баффало Сэйбрз» в рамках громкого трейда, затронувшего семь игроков.
Отыграв в «Баффало» менее 3 сезонов, 26 февраля 2018 года был обменян в «Сан-Хосе Шаркс» на Дэнни О'Ригана и 2 драфт-пика. Вместе с «Сан-Хосе» впервые вышел в плей-офф НХЛ и в первом же матче против «Анахайм Дакс» сделал дубль («Шаркс» победили со счётом 3:0).
После окончания сезона в мае подписал с «Сан-Хосе» 7-летний контракт на $ 49 млн.
18 октября 2021 года Кейн был отстранён НХЛ от участия в первых 21 игре сезона 2021–2022 за «нарушение протоколов НХЛ/НХЛПА по COVID-19 и их несоблюдение». 28 ноября 2021 года, после завершения дисквалификации, «Шаркс» отправили Кейна в АХЛ впервые в его карьере, и на следующий день он присоединился к «Сан-Хосе Барракуда». 
8 января 2022 года было объявлено, что «Шаркс» отстранили Кейна от участия в соревнованиях с целью расторжения его контракта из-за нарушения протоколов АХЛ по COVID-19.
27 января 2022 года Кейн подписал однолетний контракт с «Эдмонтон Ойлерз».
12 июля 2022 года Кейн подписал с «Ойлерз» четырёхлетний контракт на 20,5 миллионов долларов.
Пропустив сезон 2024–2025 годов из-за восстановления после операции, Кейн вернулся в плей-офф в том же году во второй игре первого раунда против «Кингз». Он забил 2 гола в этой серии, а также набирал очки в каждой последующей серии, ведущей к финалу Кубка Стэнли 2025 года. В конце седьмой игры финала Кубка Стэнли Кейн не появился в традиционном составе для рукопожатий со своими товарищами по команде «Ойлерз», что вызвало критику.
25 июня 2025 года был обменян в «Ванкувер Кэнакс» на 4-й выбор драфта 2025.

## В сборной
Кейн сыграл в 2008 году на Мемориале Ивана Глинки, выиграв золото со сборной Канады до 18 лет. Он набрал 4 очка в четырёх матчах, включая пас в финальном матче со сборной России, закончившемся со счётом 6:3. Год спустя, Кейн был приглашен в юниорскую сборную Канады для участия в чемпионате мира 2009 года вместе с партнёром по команде Тайсоном Сексмитом. Хотя он не был изначально включен в окончательный список, травма колена Дана Тайрелла освободила одно вакантное место, на которое Кейн был выбран в качестве замены. Будучи самым младшим членом команды, Эвандер набрал 6 очков в 6 матчах, тем самым помог Канаде в четвёртый раз подряд завоевать титул; канадцы обыграли со счётом 5:1 в финале сборную команду Швеции.

## Статистика
| Легенда | Легенда                    | Легенда | Легенда                   | Легенда | Легенда    |
| ------- | -------------------------- | ------- | ------------------------- | ------- | ---------- |
| И       | Количество проведённых игр | Штр     | Штрафное время            | +/−     | Плюс-минус |
| Г       | Голы                       | П       | Голевые передачи          | О       | Очки       |
| -       | Статистика неизвестна      | —       | Статистика не учитывалась |         |            |

## Награды

### Клубные
Канадская хоккейная лига
| Награда                                | Год  |
| -------------------------------------- | ---- |
| Мемориальный кубок (Ваекувер Джайентс) | 2007 |

Западная хоккейная лига
| Награда                                                 | Год  |
| ------------------------------------------------------- | ---- |
| Номинация на Джим Пигготт Мемориал Трофи (новичок года) | 2008 |
| Первая сборная всех звёзд                               | 2009 |

### Международные
| Награда                              | Год  |
| ------------------------------------ | ---- |
| Мемориал Ивана Глинки — первое место | 2008 |
| МЧМ — первое место                   | 2009 |

## Рекорды
- Рекорд «Ванкувер Джайентс» по количеству голов за сезон — 48 в сезоне 2008-2009 годов.

## Комментарии
1. ↑  «Трэшерз» сменили город базирования на Виннипег и были переименованы в «Джетс», после того как в мае 2011 года у команды появился новый владелец